# Dvůr Králové (hrad)
Hrad Dvůr Králové možná stával ve městě Dvůr Králové nad Labem, které založil král Přemysl Otakar II. Existence hradu není přímo doložena. Usuzuje se na ni z existence manské soustavy uváděné k roku 1260, za vlády krále Václava II. připojené ke Trutnovu a ze samotného názvu města. Původní dvorec byl totiž zřejmě nahrazen hradem. Dalším nepřímým důkazem pro jeho existenci je název Podhradského předměstí. Hrad mohl stávat v prostoru jihovýchodně od kostela svatého Jana Křtitele, nejpravděpodobněji v areálu domu čísla popisného 105–108. Indicií pro toto umístění je i zvláštní vztah náměstí ke komunikaci vstupující do města od severu a také ikonograficky doložené věže.